# Paleoantropologia
La paleoantropologia (dal greco παλαιός, palaiòs = "antico", ἄνθρωπος, ànthropos = "uomo" e λόγος, lògos = nel senso di "studio") o paleontologia umana, è una disciplina dell'antropologia nata dallo studio dei resti fossili dell'uomo e dei tipi umani ormai estinti.
Oggi tale disciplina si integra anche con lo studio del clima, della flora, della fauna, della cultura materiale e delle credenze magico-religiose delle popolazioni scomparse.

## Specie di ominidi
La frammentarietà dei ritrovamenti fossili, le condizioni di lavoro dei paleoantropologi e le dispute sulla validità delle varie datazioni, rendono l'elenco, consultabile nell'approfondimento, estremamente sensibile a frequenti e radicali cambiamenti. Tutte le date sono da intendersi con le approssimazioni relative ai diversi contesti di studio.

## Cultura materiale
- Arte mobiliare
- Arte rupestre o parietale
- Artigianato (gioielli e tessuti)
- Manufatti litici
- Riti funebri